# شهرک کیان‌آباد
شهرک کیان‌آباد ، روستایی از توابع بخش پشت‌آب شهرستان زابل در استان سیستان و بلوچستان ایران است.

## جمعیت
این روستا در دهستان بزی قرار دارد و براساس سرشماری مرکز آمار ایران در سال ۱۳۸۵، جمعیت آن ۳۰۳ نفر (۶۱خانوار) بوده‌است.